# Loreburn n.º 254
Loreburn n.º 254 es un municipio rural canadiense situado en la provincia de Saskatchewan.

## Superficie
Loreburn n.º 254 tiene una superficie de 958,42 km².

## Demografía
En 2021, tenía 380 habitantes, una densidad poblacional de 0,4 hab./km², y 151 viviendas.